# Storbritanniens MotoGP 1993
Storbritanniens MotoGP 1993 kördes den 1 augusti på Donington Park.

## 500GP

### Slutresultat
| Plats | Förare            | Märke  | Grid | Kvaltid  |
| ----- | ----------------- | ------ | ---- | -------- |
| 1     | Luca Cadalora     | Yamaha | 2    | 1.34,530 |
| 2     | Wayne Rainey      | Yamaha | 8    | 1.35,184 |
| 3     | Niall Mackenzie   | Yamaha | 9    | 1.35,320 |
| 4     | Carl Fogarty      | Cagiva | 5    | 1.34,910 |
| 5     | Shinichi Itoh     | Honda  | 7    | 1.35,076 |
| 6     | Daryl Beattie     | Honda  | 10   | 1.35,837 |
| 7     | J.M. López Mella  | Yamaha | 11   | 1.36,000 |
| 8     | Renzo Colleoni    | Yamaha | 16   | 1.37,104 |
| 9     | John Reynolds     | Yamaha | 14   | 1.36,757 |
| 10    | Michael Rudroff   | Yamaha | 12   | 1.36,460 |
| 11    | James Haydon      | Yamaha | 18   | 1.37,237 |
| 12    | José Kuhn         | Yamaha | 26   | 1.38,292 |
| 13    | Bernard Garcia    | Yamaha | 29   | 1.38,940 |
| 14    | Ron Haslam        | Yamaha | 19   | 1.37,379 |
| 15    | Laurent Naveau    | Yamaha | 27   | 1.38,458 |
| 16    | Thierry Crine     | Yamaha | 20   | 1.37,655 |
| 17    | Andreas Meklau    | Yamaha | 25   | 1.38,250 |
| 18    | Bruno Bonhuil     | Yamaha | 23   | 1.37,974 |
| 19    | Cees Doorakkers   | Yamaha | 28   | 1.38,575 |
| 20    | David Jefferies   | Yamaha | 30   | 1.38,992 |
| 21    | Sean Emmett       | Yamaha | 13   | 1.36,592 |
| 22    | Andrew Stroud     | Yamaha | 32   | 1.39,853 |
| 23    | Àlex Crivillé     | Honda  | 6    | 1.35,011 |
| 24    | Lucio Pedercini   | Yamaha | 22   | 1.37,957 |
| 25    | Kevin Mitchell    | Yamaha | 21   | 1.37,675 |
| 26    | Jeremy McWilliams | Yamaha | 17   | 1.37,226 |
| 27    | Serge David       | Yamaha | 24   | 1.38,226 |
| 28    | Kevin Schwantz    | Suzuki | 1    | 1.33,514 |
| 29    | Mick Doohan       | Honda  | 3    | 1.34,530 |
| 30    | Alex Barros       | Suzuki | 4    | 1.34,907 |
| 31    | Doug Chandler     | Cagiva | 15   | 1.36,896 |
| 32    | Mat Mladin        | Cagiva | 31   | 1.39,810 |